# 西部发展区
西部发展区是尼泊尔的五个发展区，位于尼泊尔中西部。

## 行政区划
西部发展区，下辖三个专区：
- 甘达基专区
- 蓝毗尼专区
- 道拉吉里专区